# Artés Campeador
El Artés Campeador es un modelo artesanal de automóvil deportivo español, diseñado en el año 1967 y fabricado por la empresa Artés.

## Historia
El Artés Campeador fue una iniciativa más del empresario José Artés de Arcos, conocido entre muchas otras cosas por ser el impulsor de automóviles de carreras como el Artés Guepardo de Fórmula IV en 1966, o el vehículo anfibio Artés Gato Montés de 6 ruedas en 1971. 
La empresa Artés de Arcos fue un importante fabricante de componentes para vehículos y material de competición, apostó una vez más por la fabricación, esta vez, de un biplaza deportivo, acudiendo a los mismos ingenieros Sres. Molons y Xifré (tal y como había hecho anteriormente con el "Guepardo" de Fórmula IV) y a un chasis fabricado por la empresa Selex. El diseño y la fabricación de este prototipo de automóvil deportivo parecido a un Ford GT40, pero con un tamaño más pequeño, sus medidas eran de 3.920 mm de largo, 1960 mm de ancho y una distancia entre ejes de 2.300 mm, con tan sólo 1.000 mm de alto, lo que le confería una estética alargada a la par que deportiva. Se realizó en la fábrica que Artés tenía en el barcelonés barrio de Gracia. El diseño de la carrocería, así como la fabricación del prototipo, corrió a cargo de Francisco Guitart Camps y José-Ignacio Mitjans Puigvert, propietarios del taller ZIPPO. El modelo fue presentado en el Salón Internacional del Automóvil de Barcelona en 1969. 
EL vehículo constaba de un chasis de estructura autoportante de acero, la carrocería monoblock estaba fabricada  de resina de poliéster con fibra de vidrio. Su motor de 1.255 cc alcanzaba los 110 CV a 6.800 RPM lo que le permitía llegar, según sus creadores, a 210 km/h. 
El proyecto del Campeador tuvo que ser abandonado tras un incendio en los talleres Zippo Plastic de Sant Joan Despi en Barcelona, donde se iba a construir el modelo. Solamente quedó el prototipo, que fue restaurado y más tarde, casi 40 años después de su creación, fue expuesto en el Auto Retro 2007 de Barcelona por gentileza de la Colección Ramón Magriñá. El incidente provocó que el proyecto resultara económicamente inviable.

## Especificaciones técnicas
El vehículo podía montarse opcionalmente con motor del Renault 8 Gordini, o del SEAT 1500, mejorado por Juncosa.
|                  | Motor Gordini de 1.255 cc                                                  | Motor de SEAT 1500                                                         |
| ---------------- | -------------------------------------------------------------------------- | -------------------------------------------------------------------------- |
| Chasis           | Estructura autoportante de acero                                           | Estructura autoportante de acero                                           |
| Suspensión       | Ruedas independientes con resortes helicoidales y amortiguación hidráulica | Ruedas independientes con resortes helicoidales y amortiguación hidráulica |
| Carrocería       | Monobloc de resina de poliéster con fibra de vidrio                        | Monobloc de resina de poliéster con fibra de vidrio                        |
| Frenos           | De disco con doble circuito hidráulico                                     | De disco con doble circuito hidráulico                                     |
| Dirección        | De cremallera                                                              | De cremallera                                                              |
| Caja de cambios  | Manual de 5 velocidades                                                    | Manual de 5 velocidades                                                    |
| Motor            | 4 cilindros en línea, 2 carburadores dobles                                | 2 carburadores dobles                                                      |
| Potencia         | 110 CV a 6800 r. p. m.                                                     | 105 CV de a 6800 r. p. m.                                                  |
| Velocidad máxima | 210 km/h                                                                   | 200 km/h                                                                   |